# Scottie Upshall
Scott "Scottie" Upshall, född 7 oktober 1983 i Fort McMurray, Alberta, är en kanadensisk professionell ishockeyspelare som spelade senast för St. Louis Blues i NHL.
Han har tidigare spelat på NHL-nivå för St. Louis Blues, Florida Panthers, Columbus Blue Jackets, Phoenix Coyotes, Philadelphia Flyers och Nashville Predators och på lägre nivåer för Milwaukee Admirals i AHL och Kamloops Blazers i WHL.
Upshall draftades i första rundan i 2002 års draft av Nashville Predators som sjätte spelaren totalt.
När hans kontrakt med St. Louis Blues gick ut sommaren 2018, skrev han på ett PTO (Professional Try Out) med Edmonton Oilers den 19 augusti 2018. Upshall fick inget kontrakt med Oilers efter försäsongen.

## Statistik
| 1998–1999  | Fort McMurray Oil Barons | AMHL       | 28  | 62  | 40  | 102 | 100 | —  | —  | —  | —  | —  |
| 1999–2000  | Fort McMurray Oil Barons | AJHL       | 52  | 26  | 26  | 52  | 65  | —  | —  | —  | —  | —  |
| 2000–2001  | Kamloops Blazers         | WHL        | 70  | 42  | 45  | 87  | 111 | 4  | 0  | 2  | 2  | 10 |
| 2001–2002  | Kamloops Blazers         | WHL        | 61  | 32  | 51  | 83  | 139 | 4  | 1  | 2  | 3  | 21 |
| 2002–2003  | Nashville Predators      | NHL        | 8   | 1   | 0   | 1   | 0   | —  | —  | —  | —  | —  |
|            | Kamloops Blazers         | WHL        | 42  | 25  | 31  | 56  | 111 | 6  | 0  | 2  | 2  | 34 |
|            | Milwaukee Admirals       | AHL        | 2   | 1   | 0   | 1   | 2   | 6  | 0  | 0  | 0  | 2  |
| 2003–2004  | Nashville Predators      | NHL        | 7   | 0   | 1   | 1   | 0   | —  | —  | —  | —  | —  |
|            | Milwaukee Admirals       | AHL        | 31  | 13  | 11  | 24  | 42  | 8  | 3  | 0  | 3  | 4  |
| 2004–2005  | Milwaukee Admirals       | AHL        | 62  | 19  | 27  | 46  | 108 | 5  | 2  | 2  | 4  | 8  |
| 2005–2006  | Nashville Predators      | NHL        | 48  | 8   | 16  | 24  | 34  | 2  | 0  | 0  | 0  | 0  |
|            | Milwaukee Admirals       | AHL        | 23  | 17  | 16  | 33  | 44  | 14 | 6  | 10 | 16 | 20 |
| 2006–2007  | Nashville Predators      | NHL        | 14  | 2   | 1   | 3   | 18  | —  | —  | —  | —  | —  |
|            | Milwaukee Admirals       | AHL        | 5   | 0   | 1   | 1   | 6   | —  | —  | —  | —  | —  |
|            | Philadelphia Flyers      | NHL        | 18  | 6   | 7   | 13  | 8   | —  | —  | —  | —  | —  |
| 2007–2008  | Philadelphia Flyers      | NHL        | 61  | 14  | 16  | 30  | 74  | 17 | 3  | 4  | 7  | 44 |
| 2008–2009  | Philadelphia Flyers      | NHL        | 55  | 7   | 14  | 21  | 63  | —  | —  | —  | —  | —  |
|            | Phoenix Coyotes          | NHL        | 19  | 8   | 5   | 13  | 26  | —  | —  | —  | —  | —  |
| 2009–2010  | Phoenix Coyotes          | NHL        | 49  | 18  | 14  | 32  | 50  | —  | —  | —  | —  | —  |
| 2010–2011  | Phoenix Coyotes          | NHL        | 61  | 16  | 11  | 27  | 42  | —  | —  | —  | —  | —  |
|            | Columbus Blue Jackets    | NHL        | 21  | 6   | 1   | 7   | 10  | —  | —  | —  | —  | —  |
| 2011–2012  | Florida Panthers         | NHL        | 26  | 2   | 3   | 5   | 29  | 7  | 1  | 2  | 3  | 4  |
| 2012–2013  | Florida Panthers         | NHL        | 27  | 4   | 1   | 5   | 25  | —  | —  | —  | —  | —  |
| 2013–2014  | Florida Panthers         | NHL        | 76  | 15  | 22  | 37  | 73  | —  | —  | —  | —  | —  |
| 2014–2015  | Florida Panthers         | NHL        | 63  | 8   | 7   | 15  | 28  | —  | —  | —  | —  | —  |
| 2015–2016  | St. Louis Blues          | NHL        | 70  | 6   | 8   | 14  | 44  | 17 | 1  | 2  | 3  | 10 |
| 2016–2017  | St. Louis Blues          | NHL        | 73  | 10  | 8   | 18  | 45  | 11 | 0  | 0  | 0  | 8  |
| 2017–2018  | St. Louis Blues          | NHL        | 63  | 7   | 12  | 19  | 46  | —  | —  | —  | —  | —  |
| NHL totalt | NHL totalt               | NHL totalt | 759 | 138 | 147 | 285 | 615 | 54 | 5  | 8  | 13 | 66 |
| AHL totalt | AHL totalt               | AHL totalt | 123 | 50  | 55  | 105 | 202 | 33 | 11 | 12 | 23 | 34 |
| WHL totalt | WHL totalt               | WHL totalt | 173 | 99  | 127 | 226 | 361 | 14 | 1  | 6  | 7  | 65 |